# Варваровка (Анапа)
Варваровка — село в муниципальном образовании город-курорт Анапа Краснодарского края России. Входит в состав Супсехского сельского округа.

## География
Село находится в западной части Краснодарского края, на берегах реки Шингарь, на расстоянии приблизительно 3 километров (по прямой) к юго-юго-востоку (SSE) от города Анапа, административного центра муниципального образования. Абсолютная высота — 251 метр над уровнем моря.

## Население
| 2002 | 2010  |
| ---- | ----- |
| 1794 | ↗1980 |

Гендерный состав
По данным Всероссийской переписи населения 2010 года в гендерной структуре населения мужчины составляли 46,36 %, женщины — соответственно 53,64 %.
Национальный состав
Согласно результатам переписи 2002 года, в национальной структуре населения русские составляли 72 %.

## Инфраструктура
В селе функционируют основная школа, детский сад, врачебная амбулатория, дом культуры и отделение Почты России.

## Улицы
Уличная сеть села состоит из 31 улицы, 5 переулков и 2 проездов.